# Huelga general revolucionaria

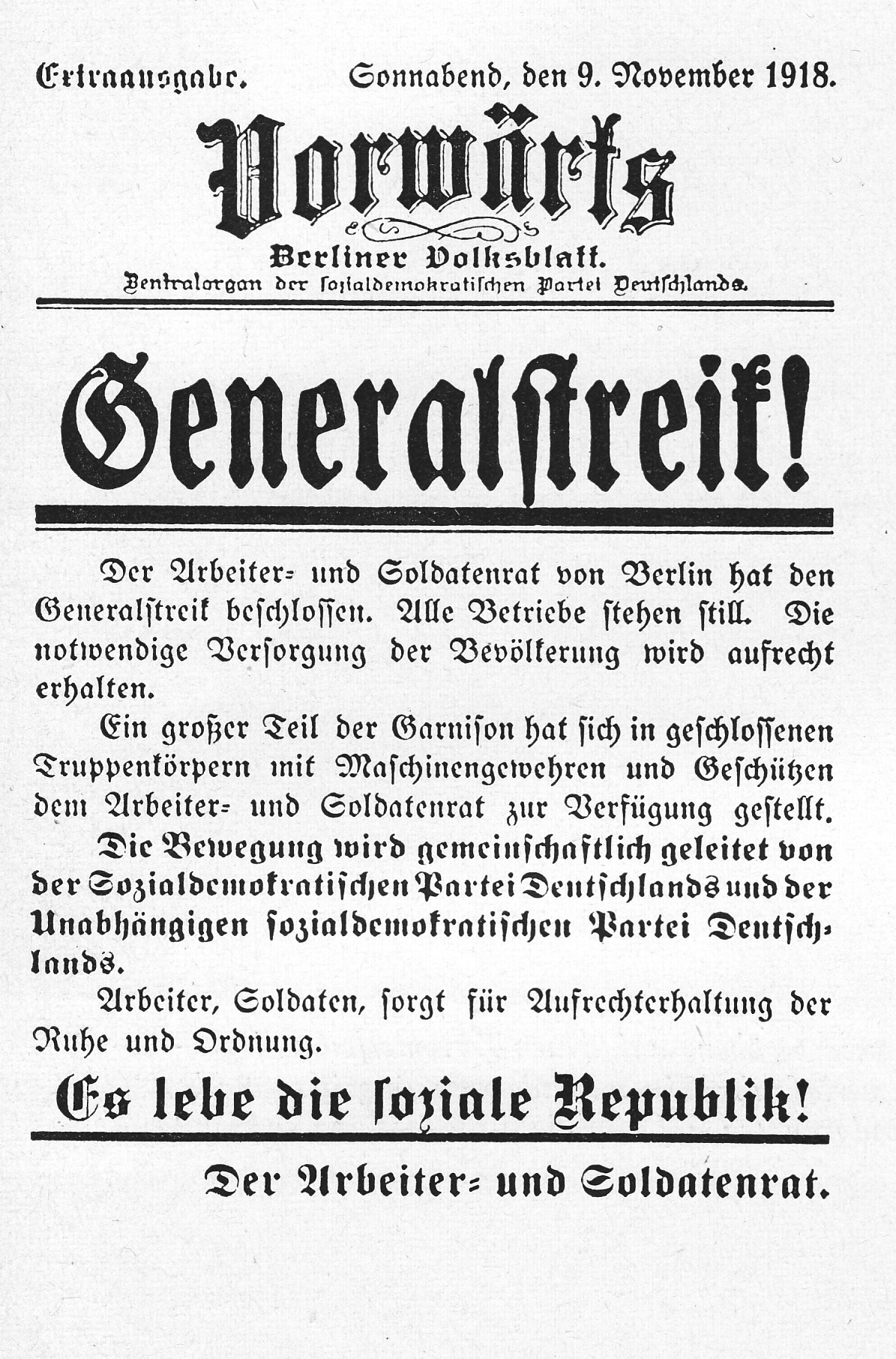
Anuncio de huelga general en Alemania el 9 de noviembre de 1918, en el comienzo de la Revolución de Noviembre.

La huelga revolucionaria o huelga general revolucionaria es la huelga que responde a propósitos de subversión política de carácter general; aunque puede motivarse en reivindicaciones de carácter económico o social su objetivo supera esas reivindicaciones.

## Origen e historia de la huelga revolucionaria
La huelga revolucionaria fue una aspiración del sindicalismo revolucionario, e ideologías socialistas afines (comunismo de izquierda, anarcosindicalismo), en la que una huelga general a gran escala desembocaría espontáneamente en una revolución proletaria instaurando una forma de gobierno y un modelo económico fundamentado en la colectivización o autogestión obrera. La dirigencia militante de ese hipotético escenario sería una corporación obrera, y si esta debía estar articulada a un partido revolucionario, o no debía, era asunto de ardua discusión en el tiempo de auge de este concepto.
Este ideal fue popular en el movimiento obrero alineado al socialismo revolucionario de la primera década del siglo XX, y según los historiadores reflejaba un imaginario milenarista de la lucha de clases avivado por el sincretismo ideológico de los militantes, que incluso cobraba mayor relevancia que su formación intelectual. Este imaginario consistía de un "apocalipsis" y aniquilación violenta de la sociedad presente burguesa y la llegada fulminante de la "redención" con la aparición inmediata de la sociedad futura obrera (un "paraíso" en la tierra). A este imaginario milenarista se lo ha llamado tradicionalmente la espera de "El Gran Mediodía", término con reminiscencias mesiánicas.
Ya entrado el siglo XX y habiendo desaparecido los movimientos mencionados al inicio, el concepto de huelga general revolucionaria fue asimilado a las estrategias de presión de los movimientos revolucionarios comunistas (marxismo-leninismo) como una huelga masiva desestabilizadora del gobierno al cual se combate para la posterior instauración del Estado socialista unipartidista o de gobiernos socialistas de unidad popular.